# Маральник-2
Маральник-2 (рос. Маральник-2) — село Усть-Коксинського району, Республіка Алтай Росії. Входить до складу Чендецького сільського поселення.
Населення — 8 осіб (2015 рік).